# 835 до н. е.

## Події
Похід Салманасара ІІІ, царя Ассирії, на Мілід (тепер Малатья у Туреччині). Розгром війська царя Лаллі.
Сулумелі, цар Міліду.

## Померли
- Аталія — цариця юдейського царства, дружина царя Йорама[1].